# Hans Künkel
Hans Künkel (* 7. Mai 1896 in Stolzenberg/Warthe; † 17. November 1956 in Bad Pyrmont) war ein deutscher Schriftsteller. 

## Leben
Hans Künkel entstammte einer Gutsbesitzerfamilie; er war ein Bruder des Psychiaters Fritz Künkel. Hans Künkel wuchs in Ostpreußen auf. Er besuchte die Schule in Landsberg/Warthe. 1914 begann er ein Studium an der Universität München. Noch im gleichen Jahr wurde dieses Studium durch den Ausbruch des Ersten Weltkriegs unterbrochen, an dem Künkel bis 1918 als Kompanieführer an der Ost- und später an der Westfront teilnahm. 1918 büßte er durch eine schwere Verwundung den Gebrauch des rechten Armes ein.  
Nach Kriegsende studierte Künkel Staatswissenschaften an den Universitäten in Greifswald, Berlin und Würzburg.
1920 promovierte er an der Universität Würzburg zum Doktor der Philosophie. Die nächsten Jahre verbrachte er mit dem Verfassen philosophischer und astrologischer Werke; dazwischen hielt er sich ein Jahr lang in Großbritannien auf. Anschließend absolvierte er an der Universität Jena ein Zweitstudium im Fach Pädagogik. Ab 1927 wirkte er als Gymnasiallehrer in Harburg-Wilhelmsburg und Frankfurt an der Oder; zuletzt war er Oberstudiendirektor in Wolfenbüttel und Leiter einer Heimoberschule. 
Nachdem er sich in den 1920er Jahren vorwiegend mit philosophischen und astrologischen Themen beschäftigt hatte, veröffentlichte Hans Künkel ab 1932 vorwiegend erzählende Werke. In seinem Buch Das Gesetz Deines Lebens, Urformen im Menschenleben kommt ein Abschnitt vor, der eine gewisse Nähe zum Nationalsozialismus zeigt: „In einer kühnen, durchgreifenden Weise hat die Hitlerjugend die Erziehung zur zweiten und dritten Urform angepackt.“ 1936 erhielt er den Volkspreis für Deutsche Dichtung der Wilhelm-Raabe-Stiftung für seinen Roman Schicksal und Liebe des Niklas von Cues. Künkels erfolgreichstes Werk war der 1939 erschienene Roman Ein Arzt sucht seinen Weg, der bis 1941 in einer Gesamtauflage von über 75.000 Exemplaren erschien.

## Werke (Auswahl)
- Die Wohlfahrtspflege, ihr Begriff und ihre Bedeutung. Würzburg 1920.
- Das große Jahr. Jena 1922.
- Schicksal und Willensfreiheit. Jena 1924.
- Das Heimatrecht des deutschen Volkes und seine Verwirklichung durch den Häuserbau. Jena 1926.
- Die Sonnenbahn. Jena 1926.
- Der furchtlose Mensch. Jena 1930.
- Der Kinderkreuzzug und andere Novellen. Dresden 1930.
- Anna Leun. Leipzig 1932.
- Das Gesetz deines Lebens. Jena 1932.
- Keine Angst vor dem Schicksal! Pfullingen 1932.
- Schicksal und Liebe des Niklas von Cues. Leipzig 1936.
- Kaiphas. Leipzig 1938.
- Ein Arzt sucht seinen Weg. Leipzig 1939.
- Die Lebensalter. Jena 1939.
- Die arge Ursula. Leipzig 1940.
- Laszlo. Leipzig 1941.
- Die Geschichte der Grete Klink. Braunschweig 1942.
- Über den Tag hinaus. Jena 1943.
- Die Rosen des Propheten. Wolfenbüttel 1947.
- Der Mensch und die Mächte im Kampf um die Weltgestaltung. Braunschweig 1948.
- Propheten. Stuttgart 1949.
- Das Labyrinth der Welt. Stuttgart 1951.
- Auf den kargen Hügeln der Neumark. Würzburg 1962.

Herausgeberschaft
- Three thrilling stories. Bielefeld 1931.